# Brad Mehldau
Bradford Alexander Mehldau, conegut com a Brad Mehldau (nascut el 23 d'agost de 1970) és un pianista de jazz estatunidenc. A més de liderar el seu propi grup (el trio de Brad Mehldau), ha tocat amb molts artistes de renom, com Pat Metheny, Wayne Shorter, Larry Grenadier, Peter Bernstein, Jeff Ballard, Joshua Redman, Christian McBride, Michael Brecker, Chris Potter, Kurt Rosenwinkel, Brian Blade, Jimmy Cobb, les cantants clàssiques Renée Fleming i Anne Sofie von Otter i els cantautors Chris Thile i John Mayer.

## Discografia

### Com a líder
- Introducing Brad Mehldau (1995)
- The Art of the Trio, Vol. I (1997)
- The Art of the Trio, Vol. II — Live At The Village Vanguard (1997)
- The Art of the Trio, Vol. III — Songs (1998)
- Elegiac Cycle (1999)
- The Art of the Trio, Vol. IV — Back At The Vanguard (1999)
- Places (2000)
- The Art of the Trio, Vol. V — Progression (2001)
- Largo (2002)
- Anything Goes (2004)
- Live in Tokyo — solo piano (2004)
- Day is Done (trio) (2005)
- House on Hill (trio) (2006)
- Live (trio) (2008)
- Highway Rider (2010)
- Live in Marciac (solo 2CD+DVD) (2011)

### Com a co-líder
- New York-Barcelona Crossing Volume 1 (1993) Mehldau, Rossy, Rossy, Sambeat
- New York-Barcelona Crossing Volume 2 (1993) Mehldau, Rossy, Rossy, Sambeat
- When I Fall In Love (1993) Mehldau & Rossy Trio
- Consenting Adults (1994) Mehldau, Turner, Bernstein, Grenadier, Parker
- Alone Together (1997) Mehldau, Haden, Konitz
- Another Shade of Blue (1999) Mehldau, Haden, Konitz
- Close Enough For Love (1999) Fleurine
- Don't Explain (2004) Joel Frahm, Brad Mehldau
- Love Sublime (2006) Brad Mehldau, Renée Fleming
- Metheny/Mehldau (2006) Brad Mehldau, Pat Metheny
- Metheny Mehldau Quartet (2007) Mehldau, Metheny, Grenadier, Ballard
- Love Songs (2010) Brad Mehldau, Anne Sofie Von Otter
- Live at Birdland (2011) Mehldau, Haden, Konitz, Motian

### Com acompanyant
- A Good Thing (1992) - Allen Mezquida
- Moodswing (1994) - Joshua Redman
- Moving In (1996, Concord) - Chris Potter
- Timeless Tales for Changing Times (1998) - Joshua Redman
- 12 Bar Blues (1998, Atlantic) - Scott Weiland
- Vine (1999, FSNT) - Chris Cheek
- The Water Is Wide (2000, ECM) - Charles Lloyd
- Hyperion With Higgins (2001, ECM) - Charles Lloyd
- Works For Me (2001, Verve) - John Scofield
- American Dreams (2002, Verve) - Charlie Haden with Michael Brecker
- Man of Many Colors (2002, Criss Cross Jazz) - Walt Weiskopf
- Alegria (2003, Verve) - Wayne Shorter
- Like a Dream (2004, CryptoGramophone) - Darek Oleszkiewicz
- Deep Song (2005, Verve) - Kurt Rosenwinkel
- Blues Cruise (2005, FSNT) - Chris Cheek
- Pilgrimage (2006, Telarc) - Michael Brecker
- With All My Heart (2004, BMG Music) - Harvey Mason
- San Francisco (2008, Sunny Side Records) - Fleurine
- Not by Chance (2009, Anzic Records) - Joe Martin
- Israeli Song (2010, Anzic Records) - Eli Degibri

### Bandes sonores
- Midnight In The Garden of Good and Evil (1997)
- Eyes Wide Shut (1999)
- Space Cowboys (2000)
- Million Dollar Hotel (2000)
- Ma Femme Est une Actrice (2001)
- "Unfaithful" (2002)
- Mehldau's "When It Rains", the opening track on Largo (2002), and "Young at Heart" appear in the 2006 film The Lake House but not on the accompanying soundtrack itself.

### Aparicions a la TV com a actor
SOLOS: The Jazz Sessions (2004)